# Offshore Racing Congress
L'Offshore Racing Congress (ORC) est un organisme international gérant une partie des jauges de course à la voile au large reconnues par la Fédération internationale de voile.
L'Offshore Racing Congress est issu de l'Offshore Rules Coordinating Committee, créé en 1961, ayant pour objectif de réaliser une jauge internationale en fusionnant la jauge du Cruising Club of America avec la Jauge du Royal Ocean Racing Club. Après avoir lancé l'International Offshore Rule fin des années 1960, l'ORC crée en 1985 la jauge International Measurement System (IMS), ramenée en 2007 au niveau d'un système de mesure des voiliers utilisé dans les jauges ORC International et ORC Club. Ces dernières s'appuient sur le Velocity prediction program de l'ORC pour l'évaluation des performances et les classements en temps compensés. 
L'ORC a également défini les jauges à restrictions Grand Prix GP 26, GP 33 et GP 42, dans la lignée des Tonners de l'époque RORC et IOR, héritière de la One Ton Cup.  

## Historique
L' Offshore Rules Coordinating Committee est fondé en 1961 par des membres des fédérations nautiques d'Allemagne, de Grande Bretagne, de Suède et des États-Unis, rejoints par le Danemark, la Norvège, la Finlande, les Pays-Bas, la France, l'Italie, l'Autriche, le Canada et la Belgique. En 1969 l'ORCC crée l'Offshore Rating Council, qui est renommé en 1976 en Offshore Racing Council, puis en Offshore Racing Congress en 2007.
Son objectif est de réaliser la fusion de la jauge du Cruising Club of America et la Jauge du Royal Ocean Racing Club utilisée en Europe, en Australie et en Nouvelle-Zélande. Mais après avoir lancé l'International Offshore Rule fin des années 1960, l'ORC est confronté à la recherche des trous de jauge par les architectes, le développement de l'informatique permettant de faire des simulations rapides des performances des options de plans et la disponibilité de nouveaux matériaux de construction. L'IOR devient une jauge insuffisante devant toutes ces évolutions, et ne tient qu'environ quinze ans, alors que son démarrage rapide laissait entrevoir un meilleur sort. 
L'ORC se tourne alors vers le Measurement Handicap System américain renommé en 1985 International Measurement System (IMS), qui devient une jauge basée sur le Velocity prediction program (VPP), au départ destinée à être utilisée parallèlement à la jauge IOR. La jauge IMS remplace progressivement la jauge IOR qui s'éteint au milieu des années 1990. Le besoin se fait alors sentir d'une jauge plus simple, à l'usage des régates locales. C'est ainsi que nait en 1997 la jauge ORC Club, au nombre réduit de mesures, mais s'appuyant toujours sur le VPP de l'IMS. Les jauges IMS et ORC Club sont concurrencées en Europe par le Channel Handicap System créé en 1983 par le Royal Ocean Racing Club et l'Union nationale pour la course au large.
La jauge International Measurement System devient en 2007 une procédure de mesures utilisée pour les jauges ORC International et ORC Club.

## Administration
L'ORC est administré par un bureau et des comités spécialisés. Ses membres représentent les autorités nautiques de chaque nation concernée par la course à la voile au large ou côtière. La Fédération internationale de voile (ISAF) y est représentée.

## Jauges de l'Offshore Racing Congress
Depuis 2007 les jauges ORC International et ORC Club sont les deux jauges gérées par l'ORC, complétées par les jauges à restrictions Grand Prix GP 26, GP 33 et GP 42.
Les jauges ORC International et ORC Club utilisent la méthode de mesure IMS et le programme de prédiction de performance VPP de l'ORC.